# Laceiras
Aldeia portuguesa na freguesia de Pala, concelho de Mortágua, distrito de Viseu.

Foi nesta localidade onde, a 10 de março de 1877, nasceu o escritor e político português Tomás da Fonseca. Este laceirense escreveu muitos romances, tendo alguns dos quais, como cenário, a terra onde nasceu, caracterizada por montes e vales tranquilos, onde correm águas livres e transformadoras desta paisagem outrora povoada por espécies vegetais autóctones, extensões de cereais e onde animais selvagens encontravam refúgio.

## Património
Existe nesta localidade um moinho de água preservado, junto à Ribeira de Moinhos, testemunho da necessidade das gentes de outros tempos moerem os seus cereais para produzir farinhas diversas que usavam na alimentação, nomeadamente para fazer pão, alimento típico e essencial na dieta das populações destas aldeias. É neste local que se inicia o Percurso Pedestre das Quedas de Água das Paredes, que passa pela aldeia de Paredes e se dirige ao monumento natural que lhe dá o nome. Este é um percurso linear, com cerca de 7,1km de extensão (ida e volta) que permite entre outras atividades apreciar as ruínas de sete moinhos.